# John Whisenant
John Whisenant (né le 18 juin 1945 à Gore, Oklahoma, États-Unis) est un dirigeant de basket-ball des Sacramento Monarchs en Women's National Basketball Association (WNBA). Il est sorti diplômé en 1966 en éducation physique de l'université d'État de New Mexico et en histoire de l'université d'État de Pittsburg.

## Carrière
Il commence le basketball à "Connors State College" et continue à "New Mexico State University". 
Whisenant commence sa carrière d'entraîneur à "Coffeyville Community College" avec un bilan de 48 victoires - 10 défaites (83 %). IL rejoint par la suite le staff de l'université de New Mexico où il accumule un bilan de 137 victoires - 62 défaites (69 %) incluant deux titres de champions de la Western Athletic Conference. IL devient par la suite vice-président des opérations basket-ball pour les New Mexico Slam en International Basketball League pour un bilan de 51 victoires - 35 défaites (59 %). 
Il passe quatre saisons à l'université Arizona Western où il remporte trois titres de champion de la ligue et un bilan de 97 victoires - 30 défaites (76 %). Il entraîne aussi l'équipe de son fils en AAU, pour un bilan de 176 victoires - 16 défaites (92 %). Il devient ensuite consultant pour les Kings de Sacramento auprès des frères Joe et Gavin Maloofet devint assistant manager des Monarchs de Sacramento. Whisenant est nommé manager général l'année suivante, puis devenant entraîneur au cours de la saison 2003. En 2005, il remporte le trophée de WNBA Coach of the Year et les Monarchs remportent le titre de champions WNBA face au Sun du Connecticut.
Parmi les différents joueurs qu'il dirige durant sa carrière - hommes et femmes, amateurs, joueurs universitaires et professionnels - beaucoup admirent Whisenant pour sa capacité à gagner à tous les niveaux.
Il postule pour devenir entraîneur des Kings de Sacramento, cependant, c'est Eric Musselman qui est nommé entraîneur des Kings le 2 juin 2006. Whisenant mène par la suite les Monarchs à un second titre consécutif de champion de la Conférence Ouest, en battant les Sparks de Los Angeles. Cependant, l'équipe s'incline en Finales WNBA face au Shock de Détroit. À l'issue de la saison, le 25 octobre, Whisenant annonce qu'il reprend son poste de manager général.
Réputé pour valoriser la défense dans ses équipes, il est le dernier coach des Monarchs de Sacramento qui disparaissent fin 2009. Il accomplit deux nouvelles saisons WNBA avec le Liberty de New York.
À la fin de la saison 2012, il met fin à sa carrière et est remplacé à New York par Bill Laimbeer en raison de problèmes de santé de son épouse.